# Sandy Baron
Pour les articles homonymes, voir Baron.
Sandy Baron, est un acteur américain né Sanford Irving Beresofsky, le 5 mai 1936 à New York, (New York) (États-Unis), et mort le 21 janvier 2001 à Van Nuys (Californie).

## Filmographie
- 1966 : Hey, Landlord (en) (série TV) : Charles 'Chuck' Hookstratten
- 1968 : Sweet November de Robert Ellis Miller : Richard
- 1968 : La Cible (Targets) de Peter Bogdanovich : Kip Larkin, Dejay
- 1969 : Mardi, c’est donc la Belgique (If It's Tuesday, This Must Be Belgium) de Mel Stuart : John Marino
- 1969 : Girls in the Saddle de Raf Mauro
- 1970 : Aventures à New York (The Out of Towners) d'Arthur Hiller : Lenny Moyers
- 1973 : Police Story (The Police Story) (TV) : Ray Gonzales
- 1978 : Le Récidiviste (Straight Time) d'Ulu Grosbard : Manny
- 1984 : Birdy d'Alan Parker : Mr Columbato
- 1984 : Broadway Danny Rose de Woody Allen : lui-même
- 1986 : Vamp de Richard Wenk : Vic
- 1986 : Sid et Nancy (Sid and Nancy) d'Alex Cox : Hotelier in New York
- 1987 : La Mission (The Mission... Kill) de David Winters : Bingo
- 1990 : Les Arnaqueurs (The Grifters) de Stephen Frears : Doctor
- 1991 : Motorama de Barry Shils (en) : Darrell, l'homme qui enlève Gus
- 1991 : Un homme fatal (en) (Lonely Hearts) d'Andrew Lane (en) : Apartment Manager
- 1991 : Walter & Emily (en) (série TV) : Stan
- 1994 : Leprechaun 2 de Rodman Flender (en) : Morty
- 1995 : Twilight Highway de Laurie Taylor-Williams et Merce Williams : Lenny
- 1996 : The Munsters' Scary Little Christmas (TV) : Grandpa Munster
- 1998 : The Hi-Lo Country de Stephen Frears : Henchman